# La girafa, el pelicà i jo
La girafa, el pelicà i jo és un llibre per nens escrit l'any 1985 per Roald Dahl i il·lustrat per Quentin Blake. La història tracta d'un noi jove, en Billy, que coneix una girafa, un pelicà i un mico que treballen de netejadors de finestres.

## Trama
La història en si és explicada des del punt de vista del Billy, un noi jove que sempre ha somiat tenir una botiga de dolços. La seva ambició és enfortida pel fet que hi ha un edifici abandonat anomenat El Grubber (una paraula antiga que en anglesa vol dir "botiga de dolços) a prop d'on viu. Un dia, troba que l'edifici vell ha estat renovat i s'ha convertit en la central de l'empresa de rentada de finestres Ladderless. Billy llavors coneix els seus treballadors: una Girafa amb un coll extensible; un pelicà (o "Pelly" com l'anomena la resta) que té un bec superior flexible; i un mico que canta i balla, tots ells es fan amics seus ràpidament. Recent arribats a Anglaterra, als animals els costa trobar el millor menjar per alimentar-se. Entre d'altres hi ha el peix pel pelicà (especialment el seu salmó favorit); nous per al mico; i Dringadissa rosa i flors liles i roses de l'arbre Tinkle-Tinkle per la girafa (que resulta ser un "Girafa Gerània" i, per tant, no pot menjar cap altre menjar fora d'aquestes flors). El Billy i els animals fan pinya quan reben una carta del Duc de Hampshire que els demana de netejar les 677 finestres de la Casa de Hampshire.
Quan arriben allà, les coses van bé fins que la girafa i el mico, mentre netegen les finestres del dormitori de la duquessa, veuen un lladre que intenta robar les joies de la duquessa. El pelicà llavors vola dins i agafa el lladre amb el seu bec, retenint el presoner allà. Llavors el lladre segueix disparant que acaba perforant-li el bec. La policia no triga a arribar i arrestar el lladre, que el cap de policia identifica com "La Cobra", un dels gats lladres més perillosa del món.
Com a recompensa per recuperar les joies de la duquessa, el duc convida els treballadors de l'empresa Ladderless de rentat de vidres a viure en la seva propietat com a ajudants personals. Com que ell és propietari de l'única plantació d'arbres Tinkle-Tinkle de tot Anglaterra, així com de milers de noguers i un riu de salmons enormes, tots tres animals morts de gana han trobat la resposta a les seves pregàries. Els somnis de Billy també es compleixen, ja que la girafa, el pelicà i el mico ja no necessitarà l'edifici Grubber; amb una mica d'ajuda del duc, el Grubber és reconvertit en la botiga de dolços més fantàstica de milles a la rodona, i la història acaba amb en Billy dirigint la botiga i els treballadors de l'empresa de rentat de finestres Ladderless continuant el seu negoci.

## Personatges
- Billy
- La girafa
- El pelicà
- El mico
- El duc i la duquessa Xofer
- El duc de Hampshire
- La duquesa de Hampshire (Henrietta)
- La Cobra (un lladre perillós)
- Els Policies
- Nens
- La mare
- El pare

## Relació amb altres llibres de Roald Dahl
- Quan Billy reobre El Grubber escull vendre les llaminadures fetes per l'empresa de Willy Wonka que apareix en les primeres novel·les de Dahl Charlie i la Fàbrica de Xocolata i Charlie i el Gran Ascensor de Vidre.